# Gesloten platform
Een gesloten platform is een softwarematig systeem waarin de ontwikkelaar volledige controle heeft over de toepassingen, inhoud en media. Daarbij beperkt het toegang tot niet-toegestane partijen en inhoud. Het tegenovergestelde is een open platform, waar gebruikers onbeperkte toegang hebben tot alle toepassingen en inhoud.

## Voorbeelden
Enkele voorbeelden van partijen met een gesloten platform zijn operators van mobiele telefonie, online dienstverlener AOL, de Amazon Kindle, Apples iOS, bepaalde typen blockchain en spelcomputers, waarvoor eerst een licentie moet worden gekocht om spellen te kunnen ontwikkelen en uitbrengen.